# Jack Gale
John C. „Jack“ Gale (* um 1935; † 2022) war ein US-amerikanischer Jazz-, Orchester- und Theatermusiker (Posaune, Komposition, Arrangement).

## Leben und Wirken
Gale studierte Musiktheorie und Komposition an der Wichita University in Kansas. Nachdem er 1957 nach New York gekommen war, spielte er dort in mehreren großen Swing-Bands, darunter denen von Buddy Morrow, Maynard Ferguson und Woody Herman and His Orchestra, sowie mit dem Kai Winding Septet. Seit 1961 war Jack Mitglied der Orchester von mehr als dreißig Broadway-Shows (Erste Posaune in „Wonderful Town“) und wirkte bei zahlreichen Film-Soundtracks, unzähligen Schallplatten-Jingles und Fernseh-Auftritten mit. Weiterhin arbeitete er auch als Musikpädagoge. Von 1965 bis 1980 war er Posaunist und musikalischer Leiter des Manhattan Brass Quintet, für das er umfangreiche Musikausbildungsprogramme entwickelte und organisierte. Während dieser Zeit arbeitete er mit Steve Marcus, Bob James, Buddy Rich und dem Benny Goodman Sextett; außerdem trat er mit dem New York City Symphony, dem American Symphony Orchestra und dem Orchestra of St. Luke’s auf.
Seine Kompositionen (wie „12 Duets for Trumpet and Trombone“), Arrangements und Orchestrierungen wurden vom Blechbläserquintett des New York Philharmonic und dem American Symphony Orchestra aufgeführt. Er wirkte auch an Produktionen des Smithsonian Jazz Repertory Ensemble mit Bob Wilber (Music of Fats Waller and James P. Johnson) und Gunther Schuller (Ellington's Symphony in Black) mit. Im Bereich des Jazz war er laut Tom Lord zwischen 1962 und 1995 an 22 Aufnahmesessions beteiligt, u. a. auch mit Dick Ruedebusch & Nat Pierce's Orchestra, Gary Lawrence and His Sizzling Syncopators, Dick Hyman (The Music of Jelly Roll Morton; 1978), Max Morath, Ben Ventura and The New York Jazz, The New York Studio Jazz Ensemble, Rob Fisher and His Coffee Club Orchestra und zuletzt mit Kitt Moran. Gale war zudem seit 1989 Mitglied des Vorstands der New Yorker Musikergewerkschaft Local 802. Von 1990 bis 1994 war er Posaunist und Arrangeur bei Garrison Keillors American Radio Company auf National Public Radio. Zuletzt lebte er in Ithaca, New York.